# Хрест Свободи короля Гокона VII
Хрест Свободи короля Гокона VII — державна нагорода Королівства Норвегія.

## Історія
Хрест Свободи був створений Указом короля Норвегії Гокона VII 18 травня 1945 року спільно з іншого нагородою — медаллю Свободи короля Гокона VII.
Хрест вручався за видатні заслуги у воєнний час норвезького і союзного військового персоналу і цивільних осіб, не пов'язаних з військовими діями.

## Опис
Знак — срібний восьмикутний хрест білої емалі.
У центрі хреста на круглому медальйоні червоної емалі коронована монограма Гокона VII, накладена на букву «V» (victory — перемога).
На реверсі — в центральному медальйоні напис: «ALT FOR NORGE» (Все для Норвегії), нижче — «7 червня 1945» (7 червня 1945 року — дата повернення короля Гокона VII в Норвегію після п'ятирічного вигнання).
Хрест за допомогою перехідної ланки у вигляді стрічки, що розвивається, кріпиться до шовкової муарової стрічки темно-синього кольору з двома білими смужками, що відстають від краю.
 Для повсякденного носіння є символ хреста — планка, обтягнута стрічкою хреста з накладеною металевою накладкою у вигляді королівської монограми.

## Галерея

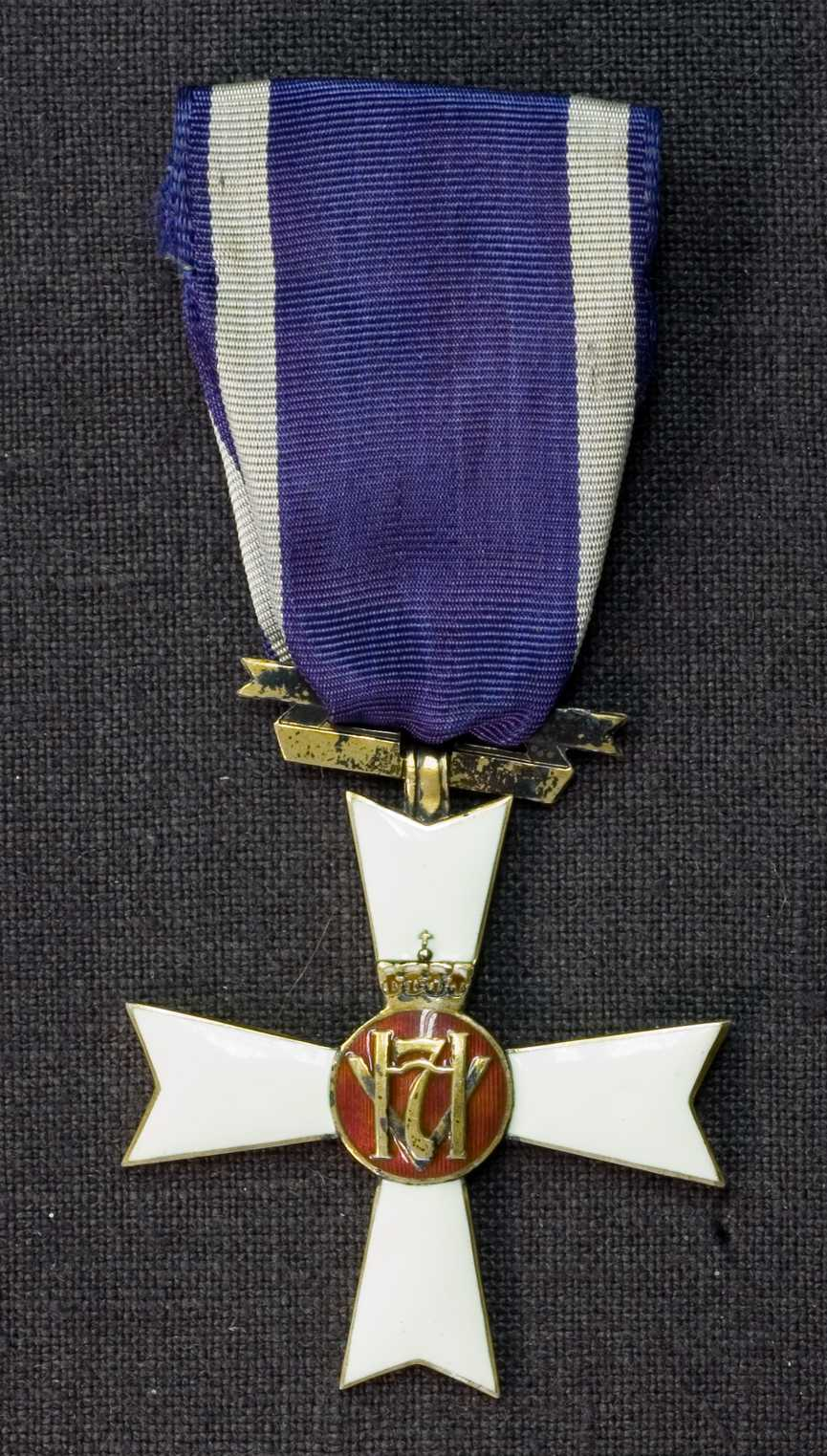
Хрест Свободи
Королівська монограма Гокона VII